# ストリートフェスティバル・イン・シズオカ
ストリートフェスティバル・イン・シズオカ（Street Festival in Shizuoka）は、2000年に始まり、毎年11月中下旬に静岡県静岡市で開催されていたイベント。

## 概要
音楽とアートを中心に、演劇、パフォーミングアート、ダンスなどの出演者を公募し開催する。静岡市葵区青葉シンボルロードほかで開催される。略称「ストフェス」。
同時期に開催される大道芸ワールドカップin静岡が国内、海外等で活躍するストリートパフォーマーを招聘するイベントであるのに対し、ストフェスは地域で実際に活動するミュージシャンやアーティストが参加者の中心ととらえられている。イベントの雰囲気がアットホームな事も人気の一因である。また「一円玉の投げ銭」による人気投票を行っている事もユニークなポイントとして特筆される。
キャッチフレーズは「ストリート・で・あい」。
主催は実行委員会が行い、運営スタッフは全てボランティアで構成されている。出演者は事前申し込みとなっており、審査を経て決定される。
2018年、第19回をもって終了。終了の理由については、ネットの普及で発表の場が増え、同様のイベントが増えたことや、当初の目的を果たしたこと、運営を引き継ぐ人がおらず、無理に続けて行く必要がなくなった為としている。